# Sarafina
Sarafina! es un musical sudafricano producido por Mbogeni Ngema que trató en los tiempos del apartheid la liberación de la población negra sudafricana de los bóeres. En 1988 el mismo Mbogeni Ngema produjo la película homónima, protagonizada por Leleti Khumalo (Sarafina) y Whoopi Goldberg (Mary Masombuka).
El filme trata sobre estudiantes negros que rezan por la liberación del líder Nelson Mandela (que en 1976 estaba en prisión), y que tratan de liberarse de los bóeres quemando salones de escuelas; bailes, cantos y rituales de liberación; ordenándole a la población negra no comprar en mercados bóeres; marchas; etc.
En este mismo filme se vio como los bóeres creían ser los dueños de Sudáfrica y tomaban a los negros como si fueran esclavos.

## Reparto
- Leleti Khumalo - Sarafina
- Whoopi Goldberg - Mary Masembuko
- Miriam Makeba - Angelina
- John Kani - Director de escuela
- Dumisani Dlamini - Cocodrilo
- Mbongeni Ngema: Sabela